# Distretto di Sidi Mérouane
Il distretto di Sidi Mérouane è un distretto della Provincia di Mila, in Algeria.

## Comuni
Il distretto di Sidi Mérouanecomprende 2 comuni:
- Sidi Mérouane
- Chigara[1]